# ነ
Cette page contient des caractères éthiopiques. En cas de problème, consultez Aide:Unicode ou testez votre navigateur.
ነ (« nä ») est un caractère utilisé dans l'alphasyllabaire éthiopien comme symbole de base pour représenter les syllabes débutant par le son /n/.

## Usage
L'écriture éthiopienne est un alphasyllabaire ou chaque symbole correspond à une combinaison consonne + voyelle, organisé sur un symbole de base correspondant à la consonne et modifié par la voyelle. ነ correspond à la consonne « n » (ainsi qu'à la syllabe de base « nä »). Les différentes modifications du caractères sont les suivantes :
- ነ : « nä »
- ኑ : « nu »
- ኒ : « ni »
- ና : « na »
- ኔ : « né »
- ን : « ne »
- ኖ : « no »
- ኗ : « nwa »

ነ est le 12e symbole de base dans l'ordre traditionnel de l'alphasyllabaire.

## Historique

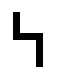
Caractère « n » de l'alphabet arabe méridional.

Le caractère ነ est dérivé du caractère correspondant de l'alphabet arabe méridional.

## Variantes
ነ possède une variante palatalisée, ኘ.

## Représentation informatique
- Dans la norme Unicode, les caractères sont représentés dans la table relative à l'éthiopien[1] :
  - ነ : U+1290, « syllabe éthiopienne nä »
  - ኑ : U+1291, « syllabe éthiopienne nou »
  - ኒ : U+1292, « syllabe éthiopienne ni »
  - ና : U+1293, « syllabe éthiopienne na »
  - ኔ : U+1294, « syllabe éthiopienne né »
  - ን : U+1295, « syllabe éthiopienne ne »
  - ኖ : U+1296, « syllabe éthiopienne no »
  - ኗ : U+1297, « syllabe éthiopienne nwa »